# Як козаки у футбол грали
«Як козаки́ у футбо́л гра́ли» (рос. Как казаки в футбол играли) — радянський анімаційний фільм 1970 року Творчого об'єднання художньої мультиплікації студії «Київнаукфільм», другий із серії режисера Володимира Дахна «Козаки».

## Сюжет
Мультфільм розпочинається з того, що козаки чекають прибуття Грая, Ока і Тура з Лондона. Ті повертаються на батьківщину й розповідають не тільки про місто, а про гру, яку вони там побачили — футбол. І козацький загін починає тренування, задля того, щоб здобути чемпіонський кубок з футболу в Англії. Троє козаків, котрі навчили азів футболу інших, збирають команду і вирушають на Захід, залишивши вдома зброю.
Козаки грають у трьох країнах Європи. Перша з яких невідома, оскільки на табло при показі рахунку висвітлюється слово "Лицарі". Ймовірно, це гравці з середньовічної Німеччини, виходячи з чисельних натяків. Спершу козаки не можуть пробити захист лицарів, одягнених в обладунки. Тоді вони протиставляють лицарям спритність і грають так, що суперники не могли захопити м'яч.
У Франції вони грають проти мушкетерів у палаці. Мушкетери елегантно перекидають м'яч одне одному. Козаки покладаються на жвавий натиск і виграють.
В Англії матч відбувається в Лондоні. Спершу поле виявляється залите дощем і англійці стоять на острівцях, між якими перекидають м'яч. Далі Тур влучає м'ячем у хмару і дощ припиняється. Поле висихає, тому козаки швидко обігрують англійців. Англійська королева неохоче вручає їм кубок, з яким козаки повертаються додому.

## Над фільмом працювали
- Автор сценарію: Володимир Капустян;
- Постановка: Володимир Дахно;
- Художник-постановник: Едуард Кирич;
- Композитор: Борис Буєвський;
- Оператор: Анатолій Гаврилов;
- Звукооператор: Леонід Мороз;
- Редактор: Тадеуш Павленко;
- Художники-мультиплікатори: Микола Бондар, Олександр Вікен, Володимир Дахно, Марк Драйцун, Сергій Дьожкін, Вікторія Ємельянова, Олександр Лавров, Адольф Педан, Ельвіра Перетятько, Михайло Титов, Ніна Чурилова;
- Асистенти: Олена Дьомкіна, О. Деряжна, О. Касьяненко, Тетяна Черні, Сергій Нікіфоров;
- Директор картини: Іван Мазепа.